# بازمانده (فیلم ۲۰۱۵)
بازمانده (به انگلیسی: Survivor) فیلمی است محصول سال ۲۰۱۵ و به کارگردانی جیمز مک‌تیگو است. در این فیلم بازیگرانی همچون میلا یوویچ، پیرس برازنان، دیلان مک‌درموت، آنجلا باست، رابرت فورستر، فرانس دو لا تور، جیمز دارسی، آنتونیا توماس و کورنبرگ ریس ایفای نقش کرده‌اند.